# Antonio Zara (vescovo)
Antonio Zara (Aquileia, 1574 – Pedena, 30 dicembre 1621) è stato un vescovo cattolico italiano.

## Biografia
Nacque ad Aquileia, sede patriarcale, nel 1574, figlio di Orfeo, capitano di Aquileia, e Maria Barozzi.
Nel 1600 divenne prevosto di Pisino, mentre il 13 maggio 1601 papa Clemente VIII lo nominò vescovo di Pedena, ricevendo la consacrazione episcopale il 16 dicembre successivo nella chiesa collegiata di Santa Maria a Udine dalle mani del patriarca Francesco Barbaro, patriarca di Aquileia, co-consacranti i vescovi Matteo Sanudo, vescovo di Concordia, e Ursino de Bertis, vescovo di Trieste.
Morì a Pedena il 30 dicembre 1621, fu sepolto nella cattedrale di Pedena.

## Genealogia episcopale
La genealogia episcopale è:
- Cardinale Pier Francesco Ferrero
- Patriarca Giovanni Trevisan, O.S.B.
- Patriarca Francesco Barbaro
- Vescovo Antonio Zara

## Opere
- Anatomia ingeniorum et scientiarum sectionibus quatuor comprehensa, Venezia, Dei, 1615.